# Marion Bartoli
Marion Bartoli (wym. /maʁjɔ̃ baʁtɔli/; ur. 2 października 1984 w Le Puy-en-Velay) – francuska tenisistka, mistrzyni Wimbledonu 2013 oraz finalistka Wimbledonu 2007, mistrzyni juniorskiego US Open 2001, reprezentantka kraju w rozgrywkach Pucharu Federacji.

## Kariera
Jako juniorka wygrała US Open 2001. Klasyfikowana była na trzecim miejscu w rankingu juniorskim.
Zadebiutowała w gronie zawodowych tenisistek podczas French Open 2001, przegrywając w pierwszej rundzie z Kolumbijką Cataliną Castaño. Również w Australian Open 2002 odpadła w pierwszej rundzie, ulegając Słowence Tinie Pisnik. W tym samym roku grała w turnieju głównym French Open, przegrywając w pierwszej rundzie Ai Sugiyamą. W tym samym roku na kortach USTA National Tennis Center przebrnęła przez kwalifikacje, a następnie pokonała Arantxę Sánchez Vicario i Rossanę de los Ríos, ulegając dopiero w trzeciej rundzie Lindsay Davenport. Pierwszy turniej zawodowy, który zaliczyła, a który nie był imprezą wielkoszlemową miał miejsce w Gold Coast. Przegrała w pierwszym meczu z Silviją Talają.
W lipcu 2007 doszła do finału wielkoszlemowego Wimbledonu, pokonując w półfinale liderkę rankingu tenisistek, Justine Henin. W decydującym spotkaniu przegrała z Venus Williams 4:6, 1:6. Po US Open 2007 została najlepszą tenisistką z Francji, wyprzedzając dotychczasową nr 1 kraju Amélie Mauresmo. W 2013 roku zwyciężyła w zawodach gry pojedynczej na wielkoszlemowym Wimbledonie. W meczu mistrzowskim pokonała Sabine Lisicki 6:1, 6:4.
W przeciągu kariery wygrała w ośmiu turniejach w grze pojedynczej, a w jedenastu osiągała finał. W grze podwójnej triumfowała trzykrotnie, a cztery razy awansowała do finału następnie w nim przegrywając.
Była reprezentantką Francji w Pucharze Federacji w latach 2004 i 2013. Rozegrała łącznie cztery mecze – dwa wygrane spotkania singlowe i dwa pojedynki deblowe, z których jeden wygrała.
14 sierpnia 2013 roku, po przegranym spotkaniu z Simoną Halep w turnieju w Cincinnati, ogłosiła zakończenie kariery. Powodem miały być ciągle odnawiające się problemy zdrowotne i kontuzje.

## Historia występów wielkoszlemowych
Legenda
     W, wygrany turniej
     F, przegrana w finale
     SF, przegrana w półfinale
     QF, przegrana w ćwierćfinale
     xR, przegrana w x rundzie
     Qx, przegrana w x rundzie kwalifikacji
     A, brak startu
     NH, turniej nie odbył się

### Występy w grze pojedynczej
| Australian Open        | A | A    | A   | 1R  | 1R | 2R | 2R | 2R | 2R | 1R | QF | 3R | 2R | 3R | 3R | 0 / 12 | 15 – 12 |  |  |  |  |  |  |  |  |  |
| French Open            | A | A    | 1R  | 1R  | 2R | 1R | 1R | 2R | 4R | 1R | 2R | 3R | SF | 2R | 3R | 0 / 13 | 16 – 13 |  |  |  |  |  |  |  |  |  |
| Wimbledon              | A | A    | A   | A   | 1R | 3R | 2R | 2R | F  | 3R | 3R | 4R | QF | 2R | W  | 1 / 11 | 28 – 10 |  |  |  |  |  |  |  |  |  |
| US Open                | A | A    | A   | 3R  | 1R | 2R | 3R | 3R | 4R | 4R | 2R | 2R | 2R | QF | A  | 0 / 11 | 20 – 11 |  |  |  |  |  |  |  |  |  |
|                        |   |      |     |     |    |    |    |    |    |    |    |    |    |    |    |        |         |  |  |  |  |  |  |  |  |  |
| Ranking na koniec roku | – | 1120 | 345 | 106 | 57 | 41 | 40 | 17 | 10 | 17 | 11 | 16 | 9  | 11 | 13 | 1 / 47 | 79 – 46 |  |  |  |  |  |  |  |  |  |

### Występy w grze podwójnej
| Australian Open        | A | A | A | A   | 2R | 3R | 3R | A  | 1R  | A | A | A | A | A | A | 0 / 4  | 5 – 4   |  |  |  |  |  |  |  |  |  |
| French Open            | A | A | A | 1R  | 2R | 2R | 3R | 3R | 1R  | A | A | A | A | A | A | 0 / 6  | 6 – 6   |  |  |  |  |  |  |  |  |  |
| Wimbledon              | A | A | A | A   | 2R | QF | 3R | 2R | 3R  | A | A | A | A | A | A | 0 / 5  | 9 – 4   |  |  |  |  |  |  |  |  |  |
| US Open                | A | A | A | A   | SF | 1R | 1R | 2R | A   | A | A | A | A | A | A | 0 / 4  | 5 – 4   |  |  |  |  |  |  |  |  |  |
|                        |   |   |   |     |    |    |    |    |     |   |   |   |   |   |   |        |         |  |  |  |  |  |  |  |  |  |
| Ranking na koniec roku | – | – | – | 282 | 20 | 37 | 47 | 33 | 113 | – | – | – | – | – | – | 0 / 19 | 25 – 18 |  |  |  |  |  |  |  |  |  |

### Występy w grze mieszanej
| Australian Open | A | A | A | A | A | A  | A | A | A | A | A | A | A | A | A  | 0 / 0 | 0 – 0 |  |  |  |  |  |  |  |  |  |  |
| French Open     | A | A | A | A | A | 1R | A | A | A | A | A | A | A | A | A  | 0 / 1 | 0 – 1 |  |  |  |  |  |  |  |  |  |  |
| Wimbledon       | A | A | A | A | A | 2R | A | A | A | A | A | A | A | A | 1R | 0 / 2 | 0 – 2 |  |  |  |  |  |  |  |  |  |  |
| US Open         | A | A | A | A | A | A  | A | A | A | A | A | A | A | A | A  | 0 / 0 | 0 – 0 |  |  |  |  |  |  |  |  |  |  |
|                 |   |   |   |   |   |    |   |   |   |   |   |   |   |   |    |       |       |  |  |  |  |  |  |  |  |  |  |
|                 |   |   |   |   |   |    |   |   |   |   |   |   |   |   |    | 0 / 3 | 0 – 3 |  |  |  |  |  |  |  |  |  |  |

## Finały turniejów WTA
| Legenda                     | Legenda |
| --------------------------- | ------- |
| Wielki Szlem                |         |
| Igrzyska olimpijskie        |         |
| WTA Tour Championships      |         |
| WTA Tournament of Champions |         |
| 1988 – 2008                 |         |
| Kategoria I                 |         |
| Kategoria II                |         |
| Kategoria III               |         |
| Kategoria IV                |         |
| Kategoria V                 |         |
| 2009 – 2020                 |         |
| WTA Premier Mandatory       |         |
| WTA Premier 5               |         |
| WTA Premier                 |         |
| WTA International Series    |         |
| WTA 125K series (2012–2020) |         |

### Gra pojedyncza 19 (8-11)
| Końcowy wynik | Nr  | Data                 | Turniej      | Nawierzchnia    | Przeciwniczka        | Wynik finału     |
| ------------- | --- | -------------------- | ------------ | --------------- | -------------------- | ---------------- |
| Zwyciężczyni  | 1.  | 7 stycznia 2006      | Auckland     | Twarda          | Wiera Zwonariowa     | 6:2, 6:2         |
| Finalistka    | 1.  | 11 września 2006     | Bali         | Twarda          | Swietłana Kuzniecowa | 5:7, 2:6         |
| Zwyciężczyni  | 2.  | 8 października 2006  | Tokio        | Twarda          | Aiko Nakamura        | 2:6, 6:2, 6:2    |
| Zwyciężczyni  | 3.  | 5 listopada 2006     | Québec       | Dywanowa (hala) | Olga Puczkowa        | 6:0, 6:0         |
| Finalistka    | 2.  | 7 maja 2007          | Praga        | Ceglana         | Akiko Morigami       | 1:6, 3:6         |
| Finalistka    | 3.  | 7 lipca 2007         | Wimbledon    | Trawiasta       | Venus Williams       | 4:6, 1:6         |
| Finalistka    | 4.  | 20 lipca 2008        | Stanford     | Twarda          | Aleksandra Wozniak   | 5:7, 3:6         |
| Finalistka    | 5.  | 10 stycznia 2009     | Brisbane     | Twarda          | Wiktoryja Azaranka   | 3:6, 1:6         |
| Zwyciężczyni  | 4.  | 8 marca 2009         | Monterrey    | Twarda          | Li Na                | 6:4, 6:3         |
| Zwyciężczyni  | 5.  | 2 sierpnia 2009      | Stanford     | Twarda          | Venus Williams       | 6:2, 5:7, 6:4    |
| Finalistka    | 6.  | 8 listopada 2009     | Bali         | Twarda (hala)   | Aravane Rezaï        | 5:7, krecz       |
| Finalistka    | 7.  | 20 marca 2011        | Indian Wells | Twarda          | Caroline Wozniacki   | 1:6, 6:2, 3:6    |
| Finalistka    | 8.  | 21 maja 2011         | Strasburg    | Ceglana         | Andrea Petković      | 4:6, 0:1 krecz   |
| Zwyciężczyni  | 6.  | 18 czerwca 2011      | Eastbourne   | Trawiasta       | Petra Kvitová        | 6:1, 4:6, 7:5    |
| Finalistka    | 9.  | 31 lipca 2011        | Stanford     | Twarda          | Serena Williams      | 5:7, 1:6         |
| Zwyciężczyni  | 7.  | 16 października 2011 | Osaka        | Twarda          | Samantha Stosur      | 6:3, 6:1         |
| Finalistka    | 10. | 12 lutego 2012       | Paryż        | Twarda (hala)   | Angelique Kerber     | 6:7(3), 7:5, 3:6 |
| Finalistka    | 11. | 22 lipca 2012        | Carlsbad     | Twarda          | Dominika Cibulková   | 1:6, 5:7         |
| Zwyciężczyni  | 8.  | 6 lipca 2013         | Wimbledon    | Trawiasta       | Sabine Lisicki       | 6:1, 6:4         |

### Gra podwójna 7 (3-4)
| Końcowy wynik | Nr | Data                 | Turniej    | Nawierzchnia | Partnerka             | Przeciwniczki                                 | Wynik finału     |
| ------------- | -- | -------------------- | ---------- | ------------ | --------------------- | --------------------------------------------- | ---------------- |
| Finalistka    | 1. | 9 lutego 2003        | Paryż      | Dywanowa     | Stéphanie Cohen-Aloro | Barbara Schett Patty Schnyder                 | 6:2, 2:6, 6:7(5) |
| Finalistka    | 2. | 26 października 2003 | Linz       | Twarda       | Silvia Farina Elia    | Liezel Huber Ai Sugiyama                      | 1:6, 6:7(6)      |
| Zwyciężczyni  | 1. | 11 kwietnia 2004     | Casablanca | Ceglana      | Émilie Loit           | Els Callens Katarina Srebotnik                | 6:4, 6:2         |
| Finalistka    | 3. | 11 października 2004 | Taszkent   | Twarda       | Mara Santangelo       | Adriana Serra Zanetti Antonella Serra Zanetti | 6:1, 3:6, 4:6    |
| Zwyciężczyni  | 2. | 6 lutego 2005        | Pattaya    | Twarda       | Anna-Lena Grönefeld   | Marta Domachowska Silvija Talaja              | 6:3, 6:2         |
| Zwyciężczyni  | 3. | 14 maja 2006         | Praga      | Ceglana      | Szachar Pe’er         | Ashley Harkleroad Bethanie Mattek             | 6:4, 6:4         |
| Finalistka    | 4. | 8 stycznia 2007      | Sydney     | Twarda       | Meilen Tu             | Anna-Lena Grönefeld Meghann Shaughnessy       | 3:6, 6:3, 6:7(2) |

## Finały juniorskich turniejów wielkoszlemowych

### Gra pojedyncza (1)
| Końcowy wynik | Rok  | Turniej | Nawierzchnia | Przeciwniczka        | Wynik finału  |
| Zwyciężczyni  | 2001 | US Open | Twarda       | Swietłana Kuzniecowa | 4:6, 6:3, 6:4 |